# Rou-Marson
Ne doit pas être confondu avec Riou-Marson.
Pour les articles homonymes, voir Marson (homonymie).
Rou-Marson est une commune française, située dans le département de Maine-et-Loire, en région Pays de la Loire.
La commune est née en 1846 du regroupement des deux anciennes communes voisines de Riou-Marson et de Rou.

## Géographie

### Localisation
Commune angevine du Saumurois, Rou-Marson se situe au sud-ouest de Saumur, sur la route D 177 qui mène à Meigné et à Dénezé-sous-Doué.

### Climat
Pour des articles plus généraux, voir Climat des Pays de la Loire et Climat de Maine-et-Loire.
En 2010, le climat de la commune est de type climat océanique dégradé des plaines du Centre et du Nord, selon une étude du CNRS s'appuyant sur une série de données couvrant la période 1971-2000. En 2020, Météo-France publie une typologie des climats de la France métropolitaine dans laquelle la commune est exposée à un climat océanique et est dans la région climatique Moyenne vallée de la Loire, caractérisée par une bonne insolation (1 850 h/an) et un été peu pluvieux.
Pour la période 1971-2000, la température annuelle moyenne est de 12 °C, avec une amplitude thermique annuelle de 14,5 °C. Le cumul annuel moyen de précipitations est de 571 mm, avec 11 jours de précipitations en janvier et 5,9 jours en juillet. Pour la période 1991-2020, la température moyenne annuelle observée sur la station météorologique de Météo-France la plus proche, « Mont-Bellay-Inra », sur la commune de Montreuil-Bellay à 12 km à vol d'oiseau, est de 12,8 °C et le cumul annuel moyen de précipitations est de 616,3 mm,. Pour l'avenir, les paramètres climatiques de la commune estimés pour 2050 selon différents scénarios d'émission de gaz à effet de serre sont consultables sur un site dédié publié par Météo-France en novembre 2022.

## Urbanisme

### Typologie
Au 1er janvier 2024, Rou-Marson est catégorisée commune rurale à habitat dispersé, selon la nouvelle grille communale de densité à sept niveaux définie par l'Insee en 2022.
Elle est située hors unité urbaine. Par ailleurs la commune fait partie de l'aire d'attraction de Saumur, dont elle est une commune de la couronne,. Cette aire, qui regroupe 31 communes, est catégorisée dans les aires de 50 000 à moins de 200 000 habitants,.

### Occupation des sols
L'occupation des sols de la commune, telle qu'elle ressort de la base de données européenne d’occupation biophysique des sols Corine Land Cover (CLC), est marquée par l'importance des forêts et milieux semi-naturels (47,1 % en 2018), en diminution par rapport à 1990 (49,7 %). La répartition détaillée en 2018 est la suivante : 
forêts (47,1 %), zones agricoles hétérogènes (22,9 %), terres arables (17,7 %), zones industrielles ou commerciales et réseaux de communication (4 %), zones urbanisées (2,8 %), eaux continentales (2,1 %), espaces verts artificialisés, non agricoles (2 %), cultures permanentes (1,3 %). L'évolution de l’occupation des sols de la commune et de ses infrastructures peut être observée sur les différentes représentations cartographiques du territoire : la carte de Cassini (XVIIIe siècle), la carte d'état-major (1820-1866) et les cartes ou photos aériennes de l'IGN pour la période actuelle (1950 à aujourd'hui).

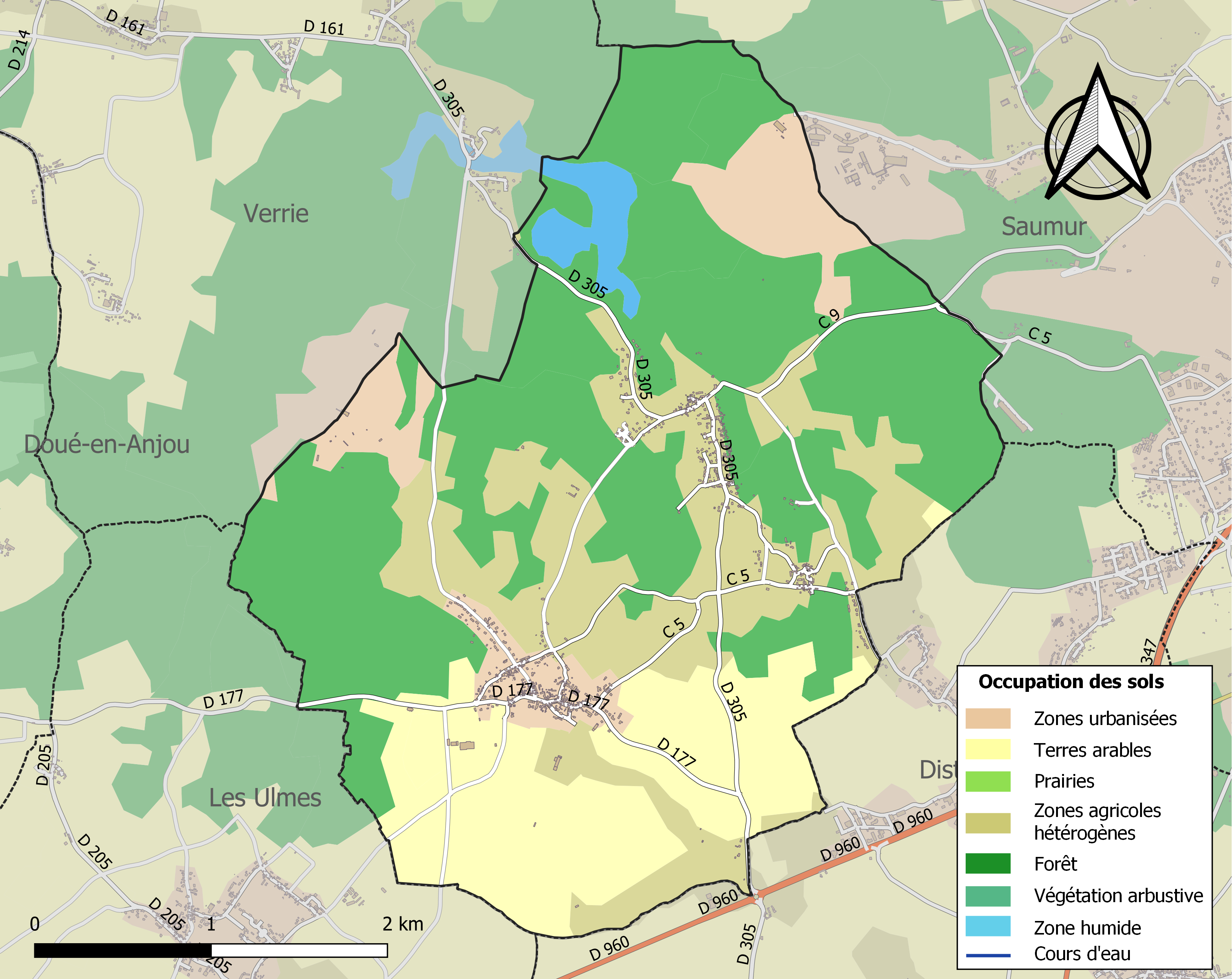
Carte des infrastructures et de l'occupation des sols de la commune en 2018 (CLC).

## Toponymie
Rou et Riou ont la même étymologie, du latin rivus, ruisseau, petit cours d'eau, du fait la proximité de petits cours d'eau avec le Douet, affluent du Thouet, et du ruisseau de l'étang de Marson.
Marson doit son nom à son étang (du celtique Mar, grande étendue d'eau qui a donné Marcum en latin, puis Marezon ou Marczon).
Formes anciennes du nom de Rou : Ecclesia de Ruu en 980, Villa quœ dicitur Ruu en 1035-1055, Rol en 1087, Rool en 1070-1118, Ecclesia de Ru en 1130-1143, Via Rodoensis en 1252, Parrochia de Rou en 1283, Villa loci de Rou en 1428, La ville de Rou en 1445, Roul en 1605, Rou en 1793 et 1801.
Formes anciennes du nom de Riou : Rioux en 1793, puis Riou-et-Marson en 1801 à la suite de sa réunion à Marson.
Formes anciennes du nom de Marson : Morellus de Marcum en 1162, Apud Marson en 1171, Marson en 1793.

## Histoire

### Antiquité et Moyen Âge
Dans les temps anciens, la contrée était habitée par les Gaulois, puis par les Romains, et, enfin, par les Francs. Elle est évangélisée au IVe siècle par saint Martin, évêque de Tours. Elle était couverte, vers l'ouest et le nord, de taillis et de bruyères et contenait des terres basses et marécageuses qui n'étaient ensemencées que deux ans sur trois.

### Village de Rou
La seigneurie de Rou a le titre de châtellenie dès le début du XVIIe siècle, et relève féodalement de Cinq-Mars-la-Pile, en Touraine. La maison seigneuriale, aujourd'hui disparue, était située à l'est du bourg de Rou et dépendait, comme Riou-Marson, de la paroisse de Chétigné, ainsi que neuf autres maisons du bourg. Elle appartenait, en 1386, à Jean Douay et, de 1470 à 1495, à Jean Fromentières, dont le nom reste longtemps attaché au domaine. On disait encore, au XVIIIe siècle, « le fief et seigneurie de Saint-Sulpice de Rou, alias Fromentières ».
Au XVIe siècle, il y a six prêtres sur le territoire qui forme aujourd'hui la commune. Il y a, à Rou, deux notaires et plusieurs sergents (ou huissiers) pour une population d'environ 250 âmes. Ceci est dû à l'ignorance de la population et aux nombreuses écritures nécessitées par la complexité des droits féodaux.
Au XVIIe siècle, la seigneurie de Rou passe à la famille de Launay, comme en témoigne la sépulture d'Hercule de Launay, inhumé dans l'église de ce lieu le 29 octobre 1702. On compte aussi, parmi les seigneurs de Rou, Charles François de Salles, en 1717, et Louise Charlotte Leroux des Aubiers en 1744.
En 1697, la paroisse de Rou compte 32 feux, ou familles, pour la plupart des vignerons, et 87 communiants. En 1726, la population de Riou-Marson est de 244 habitants et celle de Rou de 192, soient 436 âmes au total.
La commune est érigée en 1790, puis réunie à la commune voisine de Riou-Marson par ordonnance du 8 mars 1846, sous le nom de Rou-Marson,.

### Village de Riou
Le village de Riou forme, au XIXe siècle, une longue rue, anciennement pavée, et creusée dans le flanc du coteau. Elle correspond à l'antique voie romaine de Saumur à Doué fréquentée, jusqu'à la fin du XVIIIe, par les marchands du Poitou, du Maine et de Normandie. Dans les champs des Pierres-Longues s'élevaient des peulvans ; le dernier est détruit vers 1820.
Le manoir seigneurial, dont il subsiste encore d'épaisses murailles et une tour en ruines, est acquis vers 1313 par l'abbé de Saint-Florent ; il formait le centre « d'un grand et beau fief et hostel noble », arrenté au XIe siècle à la famille d'Aubigné. Il existr, enfin, à Riou une chapelle régulière, ou prieuré Saint-Nicolas, dépendant de l'abbaye de Mélinais.
Le village de Riou est réuni à Marson en 1790, sous le nom de Riou-Marson.

### Village de Marson
Le village de Marson, ancien fief et seigneurie relevant de la Tour de Ménives, appartient aux familles de la Grézille (XIIe-XVe), de Quatrebarbes (1481-1644), l'une des plus anciennes familles nobles de France, de Maillé Brézé (XVIIe), de Bourbon (1650-1747), Baillou de la Brosse (1814-1915) et Fricotelle (jusqu'en 1970).
Selon certains historiens, l'origine du château de Marson remonterait au Xe siècle. En l'an 987, l'un des vassaux de Geoffroy Grisegonelle, comte d'Anjou, s'étant révolté, ce prince l'assiège dans son château de Marson et y meurt d'une maladie subite.
En 1600, il y a deux moulins à eau dans le parc du château, un autre entre Marson et Riou (lieu-dit « le Moulin ») et deux moulins à vent près du chemin de Marson à Verrie. À cette époque, le seigneur de Marson a droit de moyenne justice et peut donc avoir un gibet à deux piliers.
En 1635, le château est vendu à Urbain de Maillé-Brézé, époux de Nicole du Plessis, sœur du cardinal de Richelieu ; sa fille, Claire-Clémence de Maillé-Brézé, épouse, en 1641, Louis II de Bourbon, prince de Condé, qui devient seigneur de Marson par cette alliance.
Le curé de Chétigné, dont dépend l'église de Marson, a parfois du mal à maintenir son autorité sur « ces chapelains qu'on voit sans cesse […] s'élever et prétendre contre ses droits ». Le 27 mars 1715, il doit même faire descendre la cloche neuve et effacer le titre de curé qu'avait fait inscrire Abel Valette, son vicaire récalcitrant.
Le 15 août 1762, le chœur de l'église s'écroule ; il est reconstruit et lambrissé, en 1764, par les soins de M. Le Royer de Chantepie, curé de Chétigné et de Marson. L'année suivante, le grand autel est démoli et placé au bas du grand vitrail du pignon. En 1766, une sacristie est construite aux frais du curé puis supprimée en 1984, lors des travaux de restauration.

### Époque contemporaine
La commune de Riou-Marson est formée par la réunion de Riou et de Marson, en 1790.
Jacques Dandenac, né à Saumur, nommé maire de Riou-Marson en 1774, puis élu maire en 1791, député à la Convention en 1792, entre, en 1795, au Conseil des Anciens ; en 1798, il préside l'assemblée électorale de Maine-et-Loire, devient conseiller d'arrondissement en 1799 et meurt à Rou en 1825.
En 1798, le château de Marson, tombé en ruines, ne se compose plus alors que « d'une chambre basse à feu, d'une chambre haute avec cheminée au-dessus, de deux petites chambres, trois chambres à côté […] ; au haut de la cour, est une grange et plusieurs gardes monceaux ; au-dessous… sont des écuries, une boulangerie sous le roc et plusieurs caves et caveaux, grande porte sous laquelle existe un ancien pigeonnier ».
En 1814, la famille Baillou de la Brosse le rachète et transforme entièrement le domaine. Le cours du ruisseau, longeant le parc à l'ouest, est détourné, les anciens moulins détruits, de nouvelles servitudes édifiées à la place des anciennes, ainsi qu'un portail monumental à créneaux et mâchicoulis. Le nouveau château est construit sur les bases de l'ancien château médiéval, notamment aux angles sud et sud-ouest. Cette construction, achevée en 1865, est réalisée sous la direction de M. Joly Leterme, architecte des Monuments historiques, connu pour ses nombreuses réalisations.
En 1834, Riou-Marson compte 280 habitants et Rou 265 habitants, soient 545 au total. Les communes sont rattachées le 8 mars 1846 pour former Rou-marson. Au moment de leur rattachement, la population n'est plus que de 481 habitants.

### Commune nouvelle
La commune de Rou-Marson, actuellement composée de trois villages (Rou, Marson et Riou) résulte du rattachement, par ordonnance royale du 8 mars 1846, des communes de Riou-Marson et de Rou, elles-mêmes anciennes paroisses.

## Politique et administration

### Administration municipale
Rou-Marson est créée en mars 1946.
| Période                                  | Période   | Identité                    | Étiquette | Qualité                                       |
| ---------------------------------------- | --------- | --------------------------- | --------- | --------------------------------------------- |
| mars 1846                                |           | Paul Bazile                 |           | maire de Riou lors de la réunion des communes |
| 20 août 1848                             |           | Edmond Baillou de la Brosse |           |                                               |
| 1867                                     |           | Moquin                      |           |                                               |
| 1870                                     |           | Paul Bazile                 |           |                                               |
| 1884                                     |           | Louis Auger                 |           |                                               |
| 1896                                     |           | Maurice Pineau              |           |                                               |
| 1900                                     |           | Maurice Perreau             |           |                                               |
| 1929                                     |           | Louis Sebille               |           |                                               |
| 1935                                     |           | Henri Fricotelle            |           |                                               |
| 1955                                     | mars 1983 | Robert Sebille              |           |                                               |
| mars 1983                                | mars 1989 | Marcel Gamichon             | SE        | agriculteur                                   |
| mars 1989                                | mars 2001 | Jean-Claude Monnier         |           |                                               |
| mars 2001                                | mars 2014 | Jean-Marie Secher           |           |                                               |
| mars 2014                                | en cours  | Rodolphe Mirande            | PS        |                                               |
| Les données manquantes sont à compléter. |           |                             |           |                                               |

### Intercommunalité
La commune est membre de la communauté d'agglomération Saumur Val de Loire après disparition de la communauté d'agglomération de Saumur Loire Développement, elle-même membre du syndicat mixte Pays Saumurois.

## Population et société

### Démographie

#### Évolution démographique
L'évolution du nombre d'habitants est connue à travers les recensements de la population effectués dans la commune depuis 1793. Pour les communes de moins de 10 000 habitants, une enquête de recensement portant sur toute la population est réalisée tous les cinq ans, les populations de référence des années intermédiaires étant quant à elles estimées par interpolation ou extrapolation. Pour la commune, le premier recensement exhaustif entrant dans le cadre du nouveau dispositif a été réalisé en 2006.
En 2022, la commune comptait 644 habitants, en évolution de −3,01 % par rapport à 2016 (Maine-et-Loire : +2,12 %, France hors Mayotte : +2,11 %).
| 1793 | 1800 | 1806 | 1821 | 1831 | 1836 | 1841 | 1846 | 1851 |
| ---- | ---- | ---- | ---- | ---- | ---- | ---- | ---- | ---- |
| 207  | 227  | 226  | 204  | 265  | 258  | 243  | 520  | 512  |

| 1856 | 1861 | 1866 | 1872 | 1876 | 1881 | 1886 | 1891 | 1896 |
| ---- | ---- | ---- | ---- | ---- | ---- | ---- | ---- | ---- |
| 512  | 488  | 469  | 433  | 424  | 435  | 407  | 410  | 433  |

| 1901 | 1906 | 1911 | 1921 | 1926 | 1931 | 1936 | 1946 | 1954 |
| ---- | ---- | ---- | ---- | ---- | ---- | ---- | ---- | ---- |
| 456  | 428  | 446  | 408  | 415  | 418  | 430  | 376  | 386  |

| 1962 | 1968 | 1975 | 1982 | 1990 | 1999 | 2006 | 2011 | 2016 |
| ---- | ---- | ---- | ---- | ---- | ---- | ---- | ---- | ---- |
| 384  | 423  | 407  | 554  | 643  | 599  | 700  | 685  | 664  |

| 2021 | 2022 | - | - | - | - | - | - | - |
| ---- | ---- | - | - | - | - | - | - | - |
| 647  | 644  | - | - | - | - | - | - | - |

| 1793 | 1800 | 1806 | 1821 | 1831 | 1836 | 1841 | 1845 |
| ---- | ---- | ---- | ---- | ---- | ---- | ---- | ---- |
| 257  | 282  | 281  | 269  | 280  | 312  | 277  | -    |

#### Pyramide des âges
En 2018, le taux de personnes d'un âge inférieur à 30 ans s'élève à 29,7 %, soit en dessous de la moyenne départementale (37,2 %). À l'inverse, le taux de personnes d'âge supérieur à 60 ans est de 30,8 % la même année, alors qu'il est de 25,6 % au niveau départemental.
En 2018, la commune compte 341 hommes pour 317 femmes, soit un taux de 51,82 % d'hommes, largement supérieur au taux départemental (48,63 %).
Les pyramides des âges de la commune et du département s'établissent comme suit.
| Hommes | Classe d’âge | Femmes |
| ------ | ------------ | ------ |
| 0,9    | 90 ou +      | 2,0    |
| 8,5    | 75-89 ans    | 8,3    |
| 22,4   | 60-74 ans    | 19,3   |
| 21,4   | 45-59 ans    | 23,2   |
| 14,1   | 30-44 ans    | 20,7   |
| 11,6   | 15-29 ans    | 11,7   |
| 21,1   | 0-14 ans     | 14,8   |

| Hommes | Classe d’âge | Femmes |
| ------ | ------------ | ------ |
| 0,9    | 90 ou +      | 2,1    |
| 7      | 75-89 ans    | 9,5    |
| 16,2   | 60-74 ans    | 16,9   |
| 19,4   | 45-59 ans    | 18,7   |
| 18,2   | 30-44 ans    | 17,5   |
| 18,8   | 15-29 ans    | 17,6   |
| 19,5   | 0-14 ans     | 17,6   |

## Économie
Sur 29 établissements présents sur la commune à fin 2010, 35 % relèvent du secteur de l'agriculture (pour une moyenne de 17 % sur le département), 3 % du secteur de l'industrie, 3 % du secteur de la construction, 45 % de celui du commerce et des services et 14 % du secteur de l'administration et de la santé. Cinq ans plus tard, en 2015, sur les 34 établissements présents, 12 % relèvent du secteur de l'agriculture (pour une moyenne de 11 % sur le département), 6 % du secteur de l'industrie, 6 % de celui de la construction, 62 % du secteur du commerce et des services et 15 % de celui de l'administration et de la santé.

## Culture locale et patrimoine

### Lieux et monuments
La commune de Rou-Marson possède plusieurs édifices ou monuments de caractère : les églises Saint-Sulpice à Rou et Sainte-Croix à Marson, le château de Marson, classés à l’Inventaire supplémentaire des monuments historiques, une maison du XVIIIe à Rou, une maison du XVe à Riou, et dans chaque village, un dolmen et une fontaine lavoir.

#### Église Saint-Sulpice de Rou

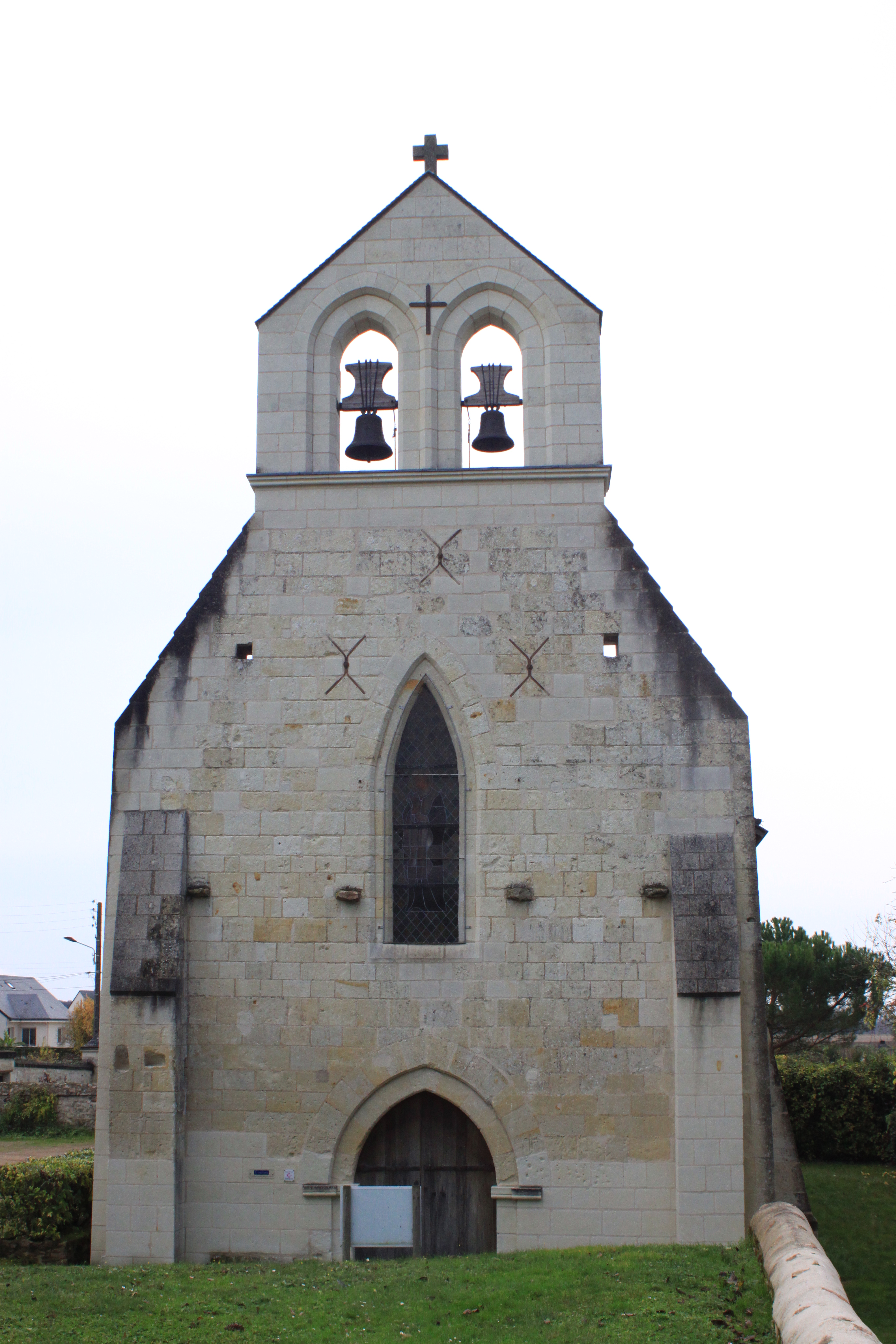
L'église Saint-Sulpice de Rou.

Cette église (IXe), de style roman, est remaniée aux XIe et XIIIe siècles. Sa construction présente un plan rectangulaire à nef unique, dont les murs, en petit appareil, sont éclairés, au nord-est, de trois petites fenêtres de plein cintre, datant du XIe et, au sud-ouest, de grandes fenêtres ogivales. Le porche est du XIIIe, l'autel de 1751 et le vitrail, au-dessus du porche, de la seconde moitié du XIXe. Le mur d'enceinte nord-ouest du cimetière porte les traces de constructions qui servaient de dépendances.

#### Église Sainte-Croix de Marson

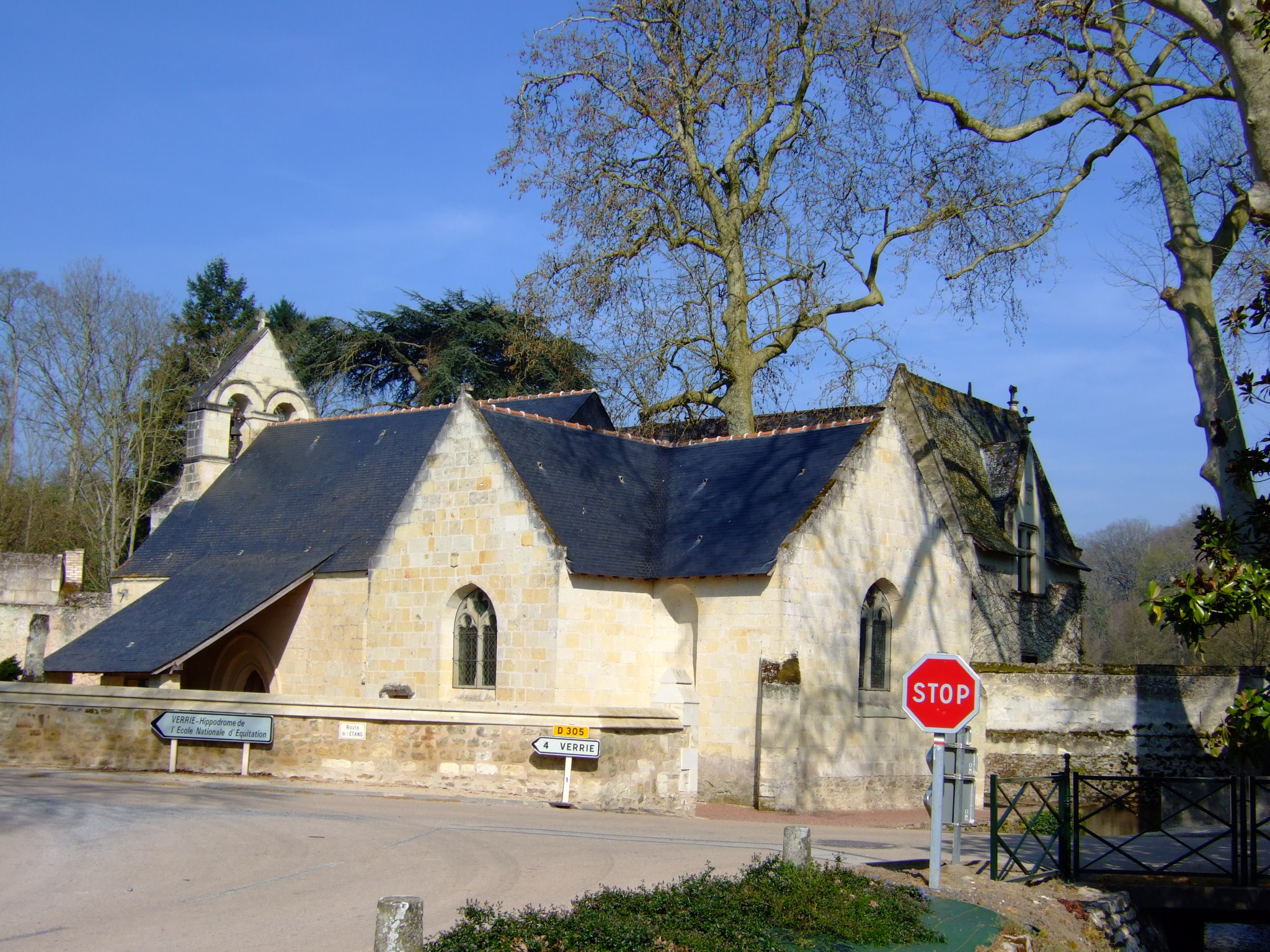
L'église Sainte-Croix de Rou.

Datant du XIIe, de style roman également, elle est édifiée par le seigneur de Marson comme en témoigne une charte du 10 février 1170 : 

« Nous, Geoffroy la Mouche, évêque d'Angers, voulons faire savoir que Geoffroy de la Grézille […] a fait construire à Marson, paroisse de Chétigné, une chapelle qui sera desservie par le curé de Chétigné… »

.
À cette même époque, sont construites, à Saumur, les églises Saint-Pierre et Saint-Nicolas et la chapelle Saint-Jean ainsi que les premiers ponts sur la Loire. Elle est entièrement restaurée entre 1984 et 1994.

Laissons Louis Raimbault (Répertoire archéologique de l'Anjou, 1866) en faire la description : 

« Elle a la forme d'une croix latine dont les bras sont très courts. Le chœur, en forme d'arceau est voûté‚ avec nervures prismatiques, à l'entrecroisement desquelles est un écusson… qu'il est facile de reconnaître pour les armes de la famille des Quatrebarbes… Les trois arcades du transept sont plein cintre… Le côté nord-est de la nef a une petite fenêtre plein cintre qui peut remonter au XIIe siècle. Le pignon est également percé d'une fenêtre plein cintre et le sommet terminé par une bretèche (logette destinée à recevoir les cloches) à deux baies dans l'une desquelles se trouve la cloche… La grande porte sur le côté sud-ouest de la nef est ogivale à nervure cylindrique et surmontée d'un écusson qui semble pareil à celui de la voûte du chœur. Une petite galerie, ou vestibule, est élevée devant cette porte. »

On retrouve ce type de galerie dans certaines églises romanes de Champagne. La cloche, provenant de la fonderie Guillaume à Angers, date de 1868. Les murs intérieurs étaient surmontés d'une corniche dont il ne reste que quelques éléments. La charpente de la nef, qui a la forme d'une carène de navire renversée, est remarquable par l'absence de faîtière et par l'extrême finesse des entraits et des poinçons. La charpente du chœur, qui s'était effondrée en 1762, a été reconstruite, de façon grossière, et lambrissée, en 1764. L'autel, aux parements de marbre, date de 1765. La chaire, le bénitier octogonal et les fonts baptismaux sont en tuffeau. Les quatre statues, restaurées en 1994, sont également en tuffeau, et datent du XVIIIe. Elles représentant saint Sébastien, saint Jean Baptiste, une Vierge à l'Enfant et sainte Catherine d'Alexandrie. Les vitraux, restaurés en 1991, datent du XIXe siècle.
Chacun des trois villages possédait un château médiéval dont il ne subsiste rien à Rou, une tour partiellement en ruines à Riou. Celui de Marson, datant, semble-t-il, du Xe siècle, fut détruit par un incendie en 1814. Le château actuel, copie en réduction du château d'Azay-le-Rideau, date de 1865.

#### Dolmens et lavoirs

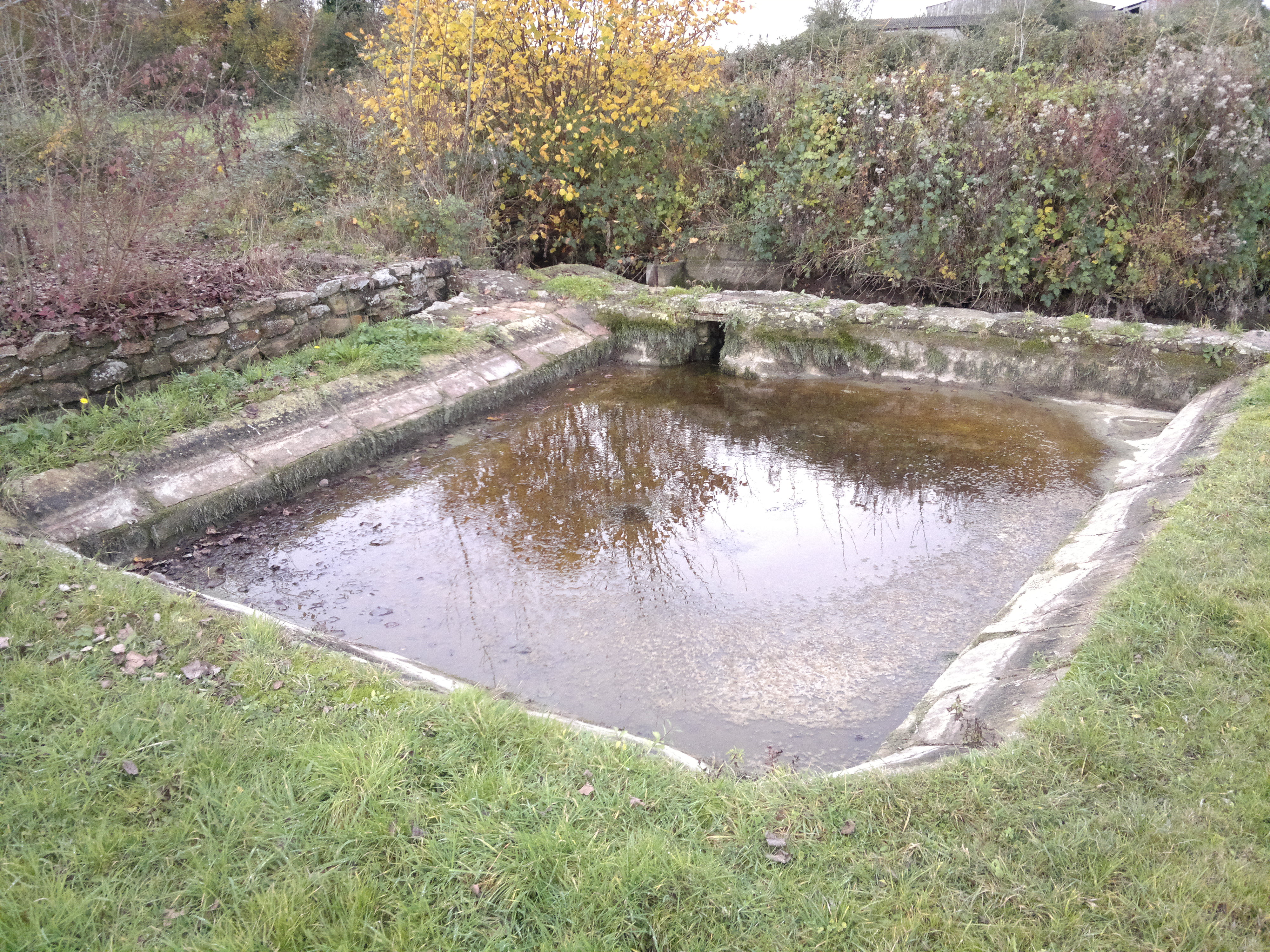
Un des lavoirs de Rou.

Il existe trois dolmens sur la commune.
Les fontaines-lavoirs, restaurées en 1993, sont situées à proximité des trois villages : les fontaines-lavoirs de Rou, rue des Lavoirs ; la fontaine de Balloire, à Riou, en bordure du CD 305 ; la fontaine de Godebert, à Marson, chemin de Moc-Barré.